# Бракс (игра)

Бракс је игра за две особе која потиче из Енглеске с краја прошлог века.

## Прибор
Таблу за бракс чини мрежа од 8 х 8 квадрата на којој се игра са 7 плавих и 7 црвених фигура.

## Правила игре
Играју је два играча са по 7 фигура, различитих боја. Једна фигура је обележена звездицом. Табела је подељена на 64 квадрата (поље 8x8), али се игра одвија дуж линија које су као и боје фигура - плаве и црвене. Њихови пресеци су љубичасте тачке. На тим тачкама су фигуре и оне могу пратити своју боју путање. Креће се са ивице табле. Сваки играч има право на само једну стазу и заустављање на љубичастој тачки (пресеку плаве и црвене). Фигуре се могу кретати у свим правцима, али не могу да стану на поље на којем већ стоји нека фигура. Раздаљина коју може прећи једна фигура зависи од боје линије којом се креће.

##### Начин кретања фигура
- Фигура које се креће истом линијом, исте боје као што је она, може се померити за један или два сегмента на потезу.
- Фигура која треба да се креће линијом друге боје може се померити само за један сегмент приликом сваког потеза.
- Фигура која иде пољем исте боје, не мора да иде два поља у првој линији, већ има право да после првог потеза промени правац.

Фигура је "поједена" када противник дође на њено место. Ухваћена фигура се уклања са табле.
Нека фигура прети супарничкој када има могућност да је "поједе" у једном потезу, односно када је удаљена од ове једним сегментом или два (ако су обе њене сопствене боје). Играч који "прети" супарничкој фигури, може речи "БРАКС", приморавајући на тај начин супарника да одмах помери ту фигуру. Ако након најаве "БРАКС" играч држи под претњом више од једне противничке фигуре, други играч има могућност да изабере коју ће фигуру померити а први играч не може рећи "БРАКС" док не помери неку своју другу фигуру. Када је фигура у "БРАКСУ" може се померити у било ком правцу, може заробити фигуру која јој прети, ако је иста на линији. Када играч остане са само једном фигуром, а други играч са две, обојица губе право да најаве "БРАКС".

##### Суштина игре
Суштина је да се фигурама опколи противник и поједе његова фигура. У било ком случају отворени су путеви за бекство.